# De Thibault de Boesinghe

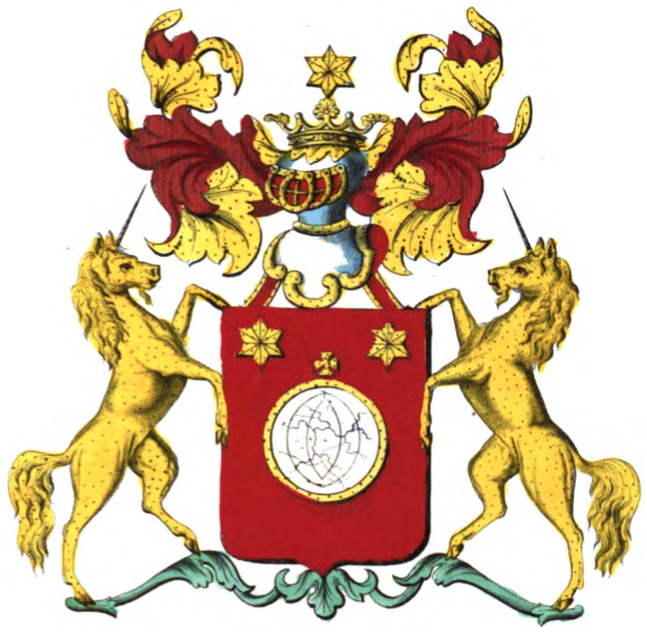
Wapen van de familie De Thibault de Boesinghe

De Thibault de Boesinghe is een West-Vlaamse notabele en adellijke familie met hoofdzakelijk landelijke wortels in de streek van Ieper.

## Geschiedenis
Onder de notabelen van de stad en van de kasselrij Ieper, kwamen Thibaults voor vanaf de 13de eeuw.
Christiaan Thibault was schepen van Ieper in het eerste kwart van de zestiende eeuw. Hij trouwde met Jeanne Kindt en ze hadden acht kinderen. De nakomelingen die ambtelijke functies uitoefenden, voornamelijk in Ieper, leefden adellijk. Pierre-François de Thibault, vele jaren lid van de Ieperse stadsmagistraat, verkreeg in 1697 een document ter bevestiging van oude adel.
Zijn zoon, Pierre Thibault, voorzitter van de Raad in Ieper, werd in 1714 door Keizer Karel VI opgenomen in de adel van het Heilige Roomse Rijk, een verheffing die in 1736 bevestigd werd binnen de adel van de Oostenrijkse Nederlanden. Volgens F. Van Dycke kregen hij en zijn nakomelingen de titel van Ridder van het Heilige Roomse Rijk. Dit is nochtans niet op de patentbrief vermeld. In 1718 kocht hij de heerlijkheid van Boezinge aan. Voortaan namen hij en zijn nakomelingen de naam de Thibault de Boesinghe aan en voelden ze zich met de gemeente Boezinge nauw verbonden.
Heel wat leden van de familie vervulden openbare functies in Ieper, in Brugge, in Boezinge, in Zwevezele en in de provincie West-Vlaanderen.

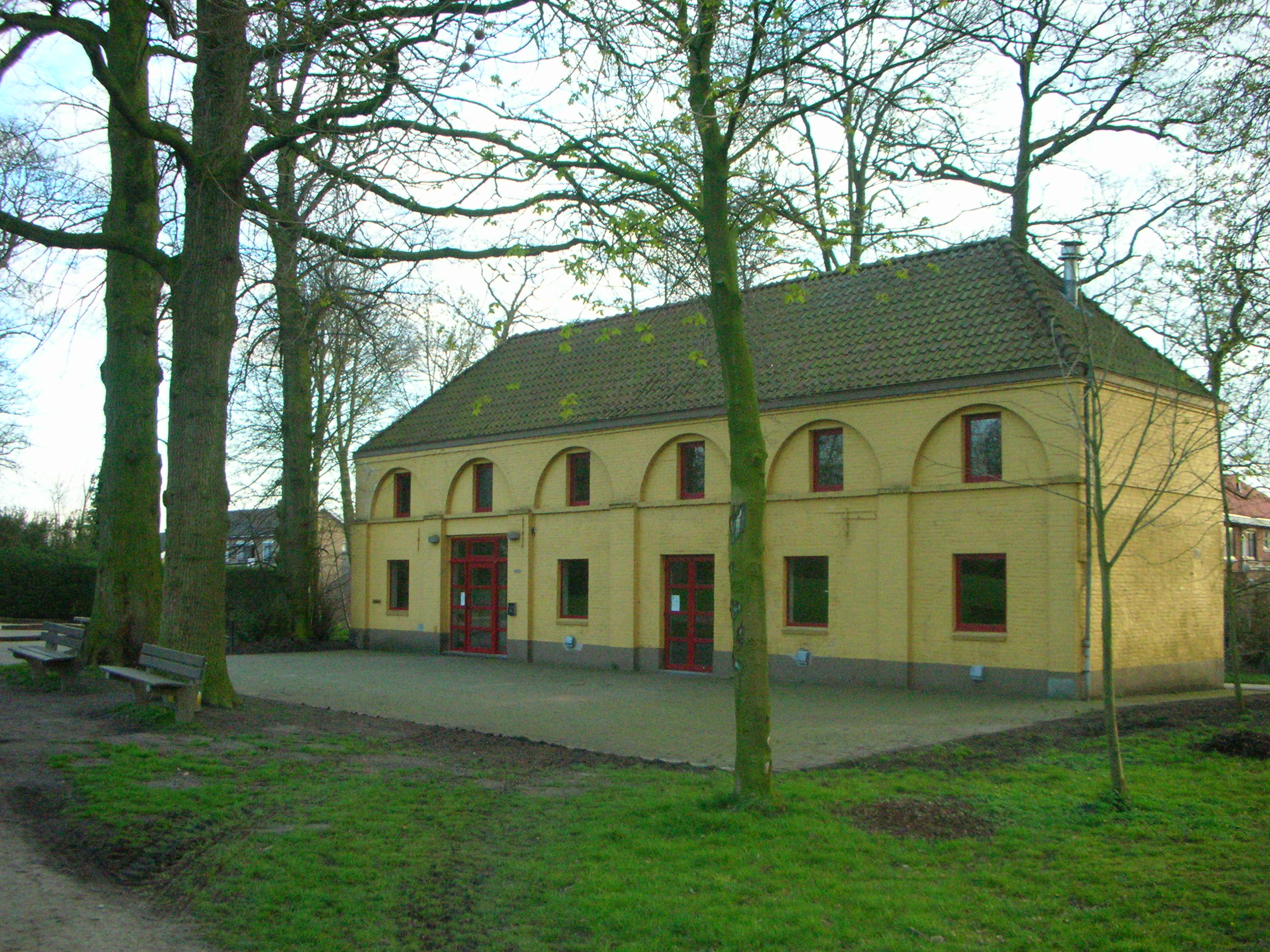
Koetshuis van het verdwenen kasteel Pecsteen - Thibault in Zwevezele

Voor de herbevestiging van haar adellijke status, na de afschaffing van de adel, kende de familie enige problemen. Onder het Verenigd Koninkrijk der Nederlanden stierven Joseph de Thibault vader en zoon respectievelijk in 1822 en 1818, nog voor hun adellijke status werd bevestigd. Er werd geijverd om dit te regelen voor de dochter en de drie zoons van Joseph junior, en men was hiermee klaar tegen de zomer van 1830. Koning Willem I ondertekende de adelsbevestiging op 3 oktober 1830, maar de Belgische Revolutie verhinderde het lichten van het diploma. Uiteindelijk duurde het tot in 1843 en 1845 vooraleer de twee nog levende zoons, evenals hun oom Placide, adelserkenning verkregen.

## Voorouders van koningin Mathilde
Behalve het feit dat de familie de Thibault door opeenvolgende huwelijken nauwe verwantschap tot stand bracht met talrijke (vooral West-Vlaamse) adellijke families, heeft ze aan belangstelling gewonnen doordat een aantal leden tot de rechtstreekse voorvaders behoren van koningin Mathilde van België, langs haar overgrootmoeder Madeleine de Thibault de Boesinghe (1876-1931).

## Genealogie
- Pierre de Thibault (ca. 1665-1738), heer van Vroedenhove, trouwde met Isabelle de Trozon (1670-1723), dochter van Floris de Trozon, grootbaljuw en burgemeester van Komen.
  - Joseph-Placide de Thibault, heer van Boesinghe (Ieper, 1711-17XX), schepen van Ieper, trouwde in 1753 met Marie-Norbertine du Chastel de Bertevelde (Ieper, 1730-1799).
    - Joseph-Florent de Thibault (Ieper, 17 november 1754 - Boezinge, 24 september 1822), laatste heer van Boesinghe, Vroedenhove, Helacker en Bertevelde, de eerste van de familie die zich in Brugge vestigde, was schepen van het Brugse Vrije en burgemeester van Boezinge, en trouwde in 1785 met Colette de Heere de Beauvoorde (1762-1843), dochter van de laatste Brugse schout Bruno-Jacques de Heere en Marie-Jeanne de Peellaert.
      - Joseph-Bruno de Thibault de Boesinghe (Brugge, 23 juni 1786 - Blankenberge, 10 augustus 1818) was kapitein van de Garde Nationale. Hij verdronk tijdens een zwempartij in Blankenberge. In 1812 was hij getrouwd met Françoise Pecsteen, dochter van Jacques Pecsteen, de laatste burggraaf en baron van Zwevezele. Dit bracht mee dat, naast Boezinge, ook Zwevezele een woonplaats werd voor verschillende generaties Thibaults. Zij hertrouwde met Charles-Thomas de Schietere de Lophem.
        - Ida Thibault de Boesinghe (Brugge, 1814-1833).
        - Joseph-Désiré de Thibault de Boesinghe (Brugge, 24 augustus 1815 - 17 augustus 1887), adelserkenning in 1843, provincieraadslid van West-Vlaanderen, voorzitter van de Burgerlijke Godshuizen in Brugge, burgemeester van Zwevezele, trouwde in Ieper in 1836 met Adelaïde van Hamme de Stampaertshoucke (1812-1846).
          - Désiré-Charles de Thibault de Boesinghe (Loppem, 29 augustus 1837 - Zwevezele, 1 juni 1909), advocaat, gemeenteraadslid van Zwevezele, trouwde in 1867 met Marie Frennelet (1843-1881), dochter van Louis Frennelet en Anne Coppieters-Stochove.
            - Firmin-Désiré de Thibault de Boesinghe (Brugge, 16 oktober 1868 - Zwevezele, 10 december 1943), provincieraadslid van West-Vlaanderen, burgemeester van Zwevezele, vanaf 1920 arrondissementscommissaris voor het arrondissement Roeselare-Tielt, trouwde met Marguerite Ruffo de Bonneval de la Fare (1877-1946).
            - Adhémar de Thibault de Boesinghe (Brugge, 13 december 1870 - Oostende, 19 mei 1959), trouwde met Lucie Mesdach de ter Kiele (1872-1895) en Emma van Outryve d'Ydewalle (1871-1946).
            - Madeleine de Thibault de Boesinghe (Brugge, 29 juni 1876 - Elsene, 18 mei 1931) trouwde in 1897 met ridder Clément van Outryve d'Ydewalle (1876-1942).
              - Suzanne van Outryve d’Ydewalle (1898-1983), trouwde met Charles d'Udekem d'Acoz (1885-1968), burgemeester van Proven, grootouders van koningin Mathilde.

          - Emile de Thibault de Boesinghe (Brugge, 1838 - 1896), gemeenteraadslid van Brugge, trouwde met Louise Frennelet (1848-1927).
            - Gabrielle de Thibault de Boesinghe (1881-1982) trouwde met Hubert Coppieters-Stochove.

          - François-Xavier de Thibault de Boesinghe (Brugge 1839-1903), trouwde met Florence Gilliodts (1836-1873) en met Ida de Schietere de Lophem (1844-1895). Uit het eerste bed had hij vier kinderen uit het tweede nogmaals vier.
            - Maurice de Thibault de Boesinghe (1880-1955).
              - Jacques de Thibault de Boesinghe (1913-1985), substituut-procureur-generaal bij het hof van beroep van Brussel.
                - Jhr. Yves de Thibault de Boesinghe (1960), jurist; trouwde in 1985 met Alexandra gravin Krasicki von Siecin (1963), directiesecretaresse en lid van de familie Krasicki.

          - Alphonse de Thibault de Boesinghe (Brugge, 26 september 1843 - Kortrijk, 29 augustus 1898), provincieraadslid van West-Vlaanderen, pauselijk graaf, trouwde met Stéphanie Delva (1844-1916).
            - Pierre de Thibault de Boesinghe (Kortrijk, 1880 - Brugge, 1938), trouwde met barones Irmina della Faille d'Huysse (1881-1971).
              - Joseph de Thibault de Boesinghe (Kortrijk, 1913 - Gent, 1964), trouwde met Marie-Louise Symoens (1904-1982).
                - Baron Leopold de Thibault de Boesinghe (Gent, 4 september 1943 - 9 april 2015) trouwde met jkvr. (Doña) Isabel Londaiz y Mencos (1948). Hij was docent, aan de Rijksuniversiteit Gent, doctor in de geneeskunde en licentiaat in de arbeidsgeneeskunde, specialist radiotherapie en nucleaire geneeskunde, verkreeg in 1988 de persoonlijke titel van baron.

        - Emile-Léopold de Thibault de Boesinghe (Brugge, 1817 - Leuven, 1838), student in de rechten.
        - Louis-Bruno de Thibault de Boesinghe (Brugge, 3 januari 1819 - 20 juli 1903), postume zoon van Joseph-Désiré, erfelijke adelserkenning in 1843, burgemeester van Boezinge, trouwde met Emma Rotsart de Hertaing (1827-1901).
          - Ernest de Thibault de Boesinghe (Brugge, 22 juli 1853 - Boezinge, 27 juli 1929), burgemeester van Boezinge, provincieraadslid van West-Vlaanderen, trouwde met Louise de Preud'homme d'Hailly de Nieuport (1867-1954). Hij herbouwde het familiekasteel, dat in de Eerste Wereldoorlog, zoals heel Boezinge, was verwoest.
            - Roger de Thibault de Boesinghe (Brugge, 6 november 1890 - Ieper, 26 november 1982), burgemeester van Boezinge, trouwde met Berthe Descantons de Montblanc (1901-1979).
              - Serge de Thibault de Boesinghe (Boezinge, 12 juli 1928), trouwde met barones Nadine Van Eyll (Etterbeek, 19 september 1933) (echtscheiding in 2005). 
                - Didrik de Thibault de Boesinghe (Elsene, 25 december 1953 - Wezembeek-Oppem, 20 oktober 2012) trouwde met Marine Seghin (Brussel, 27 juni 1959).[1] Ze kregen twee zoons en een dochter. Bij zijn overlijden leefde het echtpaar feitelijk gescheiden.

      - Placide-Léopold Liévin de Thibault de Boesinghe (Brugge, 7 januari 1792 - 1 april 1874), adelserkenning 1843, burgemeester van Boezinge, trouwde met zijn nicht Thérèse de Thibault de Bertevelde (Ieper, 14 augustus 1788 - 13 juni 1850).

## Kasteel van Boezinge

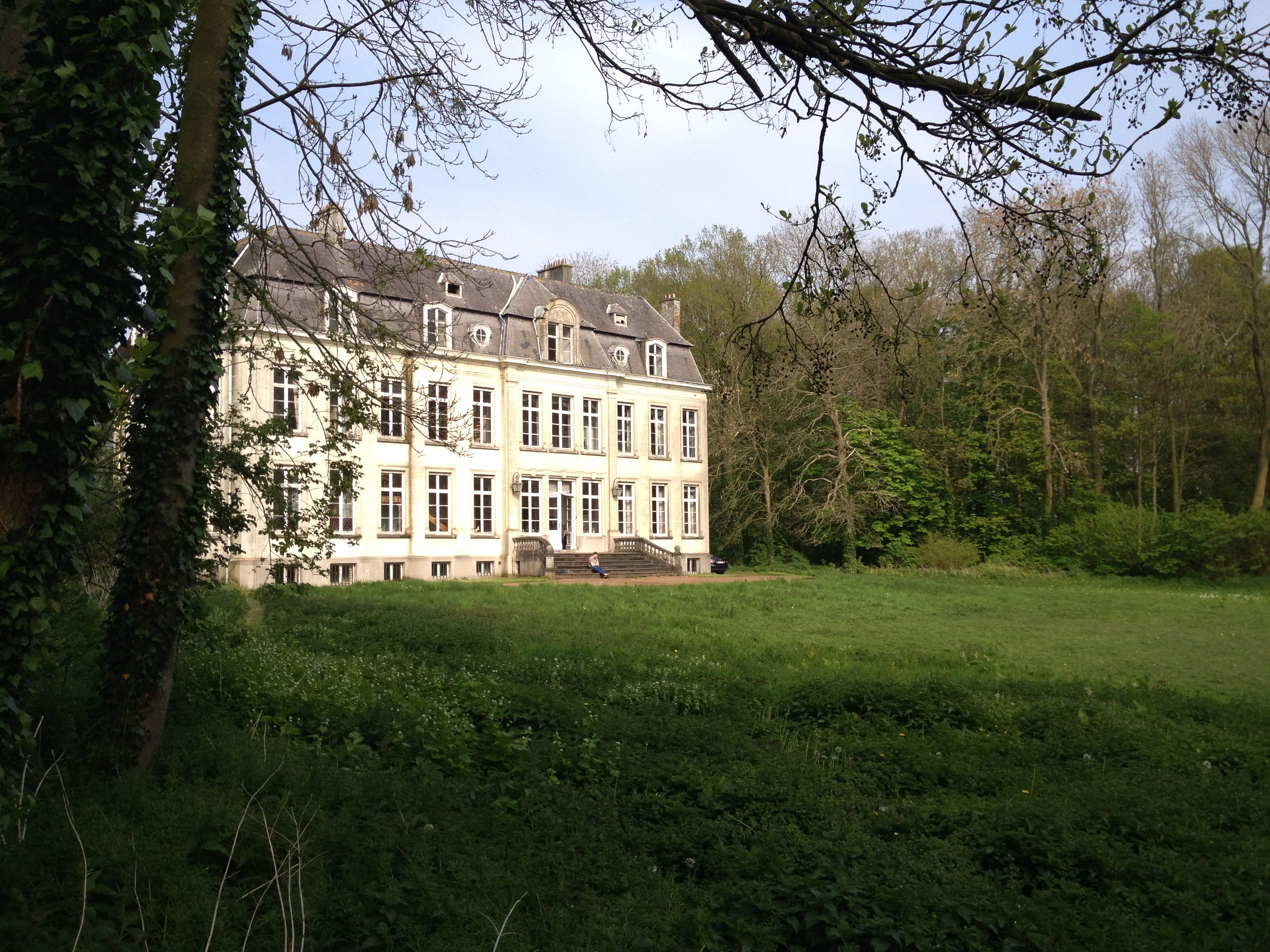
Het Kasteel van Boezinge

Het Kasteel van Boezinge, al drie eeuwen in het bezit van de familie, werd tijdens de Eerste Wereldoorlog vernield en nadien heropgebouwd.
Burgemeester Roger de Thibault was de laatste die het regelmatig bewoonde, tot aan zijn dood in 1982. Na zijn dood bleef het kasteel meestal onbewoond.
Didrik de Thibault, kleinzoon van Roger, erfgenaam van het kasteel stelde in 2011 het kasteel met park van 5,5 ha te koop, tegen een vraagprijs van 1,9 miljoen euro. Nadat hij in oktober 2012 overleed, trok zijn weduwe (wonende in Overijse) begin 2013 de verkoop in en deelde mee dat zij en haar kinderen het kasteel in zijn oorspronkelijke staat zullen herstellen, om er af en toe te resideren en anderzijds om het ter beschikking te stellen voor evenementen.
In november 2013 werden twee personen uit Houthulst aangehouden, beschuldigd van inbraak en diefstal in het kasteel van Boezinge. Ontvreemde zaken werden bij hen teruggevonden. Het jaar daarop werden beide dieven elk tot een jaar cel en boeten veroordeeld.
In juni 2018 ging het koetshuis in de vlammen op. Het kasteel bleef gespaard.

## Voetnoten
1. ↑  Overlijdensbericht. Gearchiveerd op 16 oktober 2016.
2. ↑  Kasteel van Boezinge niet langer te koop
3. ↑  Restauratie in functie van evenementen.
4. ↑   Diefstallen in kastelen van Boezinge en Houthulst